# Minitel

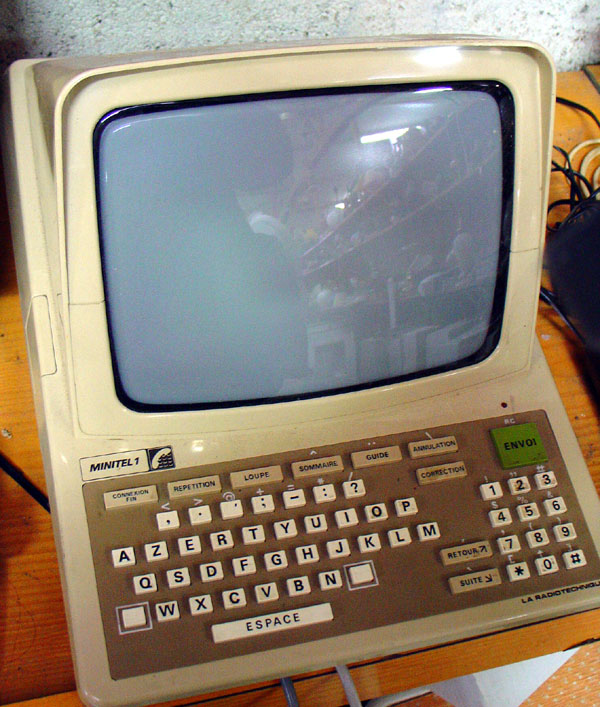
Minitel 1. Tillverkad år 1982.

Minitel var ett franskt videotex-system som kan ses som en av föregångarna till Internet. Minitel möjliggjorde en rad tjänster för näthandel, tågbokningar, aktieaffärer, e-post och chattfunktioner via telefonnätet.  Det lanserades 1982 av franska postverket PTT och var vanligt fram till mitten av 1990-talet, när det gradvis började konkurreras ut av Internet. Systemet lades ner 2012. Liknande system skapades i andra länder, däribland Sverige där Televerket utvecklade videotex-systemet Teleguide.
Minitel utvecklades som en följd på en teknologisatsning som startade under Valéry Giscard d'Estaings presidentperiod i slutet av 1970-talet. Idén var att driva fram Frankrike som tekniknation och att datorisera det franska samhället. När den första versionen av Minitel lanserades 1982 kunde den bara erbjuda telefonkatalogen i en digital version. Efterhand utvecklades Minitel och kunde erbjuda en rad tjänster, däribland kontakt med franska myndigheter. Näthandel och postorderhandeln har varit populärt att göra via Minitel liksom betalningar och aktieaffärer. E-post och chattfunktioner har varit andra populära tjänster. Minitel-systemet framgång i Frankrike låg bland annat i att terminaldatorerna distribuerades gratis av franska Televerket PPT, idag France Télécom. Däremot lyckades inte systemet att slå igenom på andra marknader, med Belgien som ett undantag. Försök gjordes på Irland inför en tilltänkt lansering på större engelskspråkiga marknader men misslyckades.
Under 2000-talet följde en anpassning till modernare teknik när France Telecom möjliggjorde användandet av Minitel och dess tjänster på moderna datorer. Minitel lyckades trots sin omoderna grafik länge behålla sin popularitet i Frankrike genom sin utbredning och enkelhet för användaren. Minitel har haft omkring 16 miljoner regelbundna användare.